# 巴西裸甲鯰
巴西裸甲鯰，為輻鰭魚綱鯰形目甲鯰科的其中一種，為熱帶淡水魚，分布於南美洲巴西Tocantinzinho河流域，棲息在岩石底質、流動快速的溪流底層水域，體長可達4.4公分，生活習性不明。